# Everett J. Lake

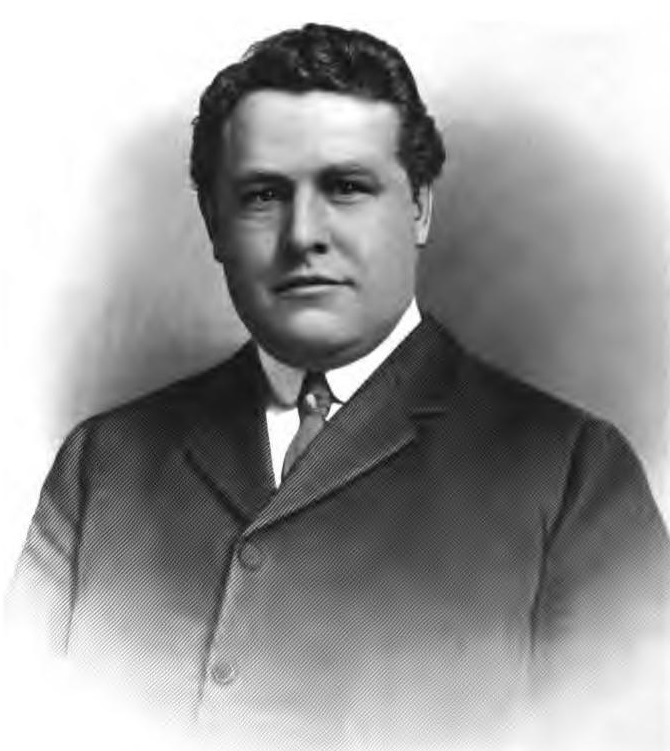
Everett J. Lake.

Everett J. Lake, född den 8 februari 1871, död den 16 september 1948, var en amerikansk politiker och guvernör i Connecticut. Han var den 50:e guvernören sedan självständigheten från Storbritannien.

## Tidigt liv
Lake föddes i Woodstock, Connecticut. Han läste vid Worcester Polytechnic och tog examen 1890. Därefter studerade han vid Harvard University, där han tog examen 1892. Under dessa år spelade och tränade han amerikansk fotboll.
Lake inledde sin yrkeskarriär med att arbeta för Hartford Lumber Company. He was the president of Hartford Lumber Company from 1900 to 1939.

## Politisk karriär
Lake var medlem av Republikanerna. Han blev invald i Connecticuts representationshus och var även ledamot av Connecticuts senat från 1905 till 1907. Han blev viceguvernör i Connecticut den 9 januari 1907 under guvernören Rollin S. Woodruff. Han satt kvar på den posten den tvååriga mandatperioden ut, till den 6 januari 1909.
Lake blev guvernör i Connecticut den 5 januari 1921 efter partikamraten Marcus H. Holcomb. Under hans mandatperiod instiftades en lag som förbjöd barnarbetare från arbete mer än åtta timmar per dag. Det stiftades också en lag som hindrade arbetarcertifikat att ställas ut till barn som inte hade tillräcklig skolutbildning.
Lake slutade som guvernör den 3 januari 1923. Han efterträddes av sin partikamrat Charles A. Templeton, som hade varit viceguvernör när Lake var guvernör.

## Övrigt
Lake var gift två gånger, första gången med Eva Louise Sykes och andra gången med Barbara G. Lincoln. Han var kongregationalist.
Han avled i Hartford, Connecticut, den 16 september 1948, 77 år gammal.